# Галікарнас

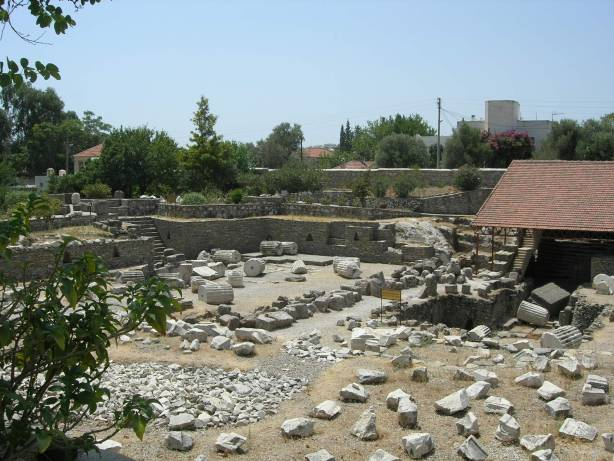
Руїни Галікарнаського мавзолею

Галікарна́с (грец. Ἁλικαρνασσός) — давньогрецький поліс, в Карії, в Анатолії.

Він був розташований на південному заході Карії, на вигідному місці в затоці Гекова, на березі якої зараз знаходиться Бодрум, Туреччина. 
Місто було відоме Галікарнаським Мавзолеєм, також відомим просто як Гробниця Мавсола, від назви якого походить слово «мавзолей». 
Мавзолей, побудований в 353 — 350 рр до нашої ери, вважався одним із семи чудес стародавнього світу.
Історія Галікарнасу була особливою у двох взаємопов’язаних питаннях. 
Галікарнас зберіг монархічну систему правління в той час, коли більшість інших грецьких міст-держав давно позбулися своїх монархів. 
По-друге, в той час, як їхні іонійські сусіди повстали проти перського правління, Галікарнас залишився вірним персам і був частиною Перської імперії, поки Александр Македонський не захопив його під час облоги Галікарнасу в 333 році до нашої ери.
Зефірія була початковою назвою поселення та нинішнього місця великого замку Святого Петра, побудованого лицарями Родосу в 1404 році нашої ери.

Він був побудований на місці, яке спочатку було островом, який поступово розширився, щоб включити кілька карійських поселень на материку.

Однак з часом острів топографічно об’єднався з материком, і місто було розширено до Салмакіса, старішого міста корінних лелегів і карійців
, 
а також місця пізнішої цитаделі. 
Перші поселенці спочатку були дорійцями з Пелопоннесу, але про це незабаром забули.

## Етимологія
Суфікс -ᾱσσός (-assos) грецького Ἁλικαρνᾱσσός вказує на субстратний топонім, що означає, що оригінальна негрецька назва вплинула на назву місця або закріпила його (порівняйте Парнас). 
У статті 2015 року лінгвіст і філолог Ілля Якубович припустив, що елемент -καρνᾱσσός є однорідним із лувійським «фортеця» 

Якщо так, то топонім, ймовірно, запозичено з карійської мови (лувійські мови), якою розмовляли в Галікарнасі поряд з грецькою. 
Карійська назва Галікарнасу в написах умовно ототожнюється з 𐊠𐊣𐊫𐊰 𐊴𐊠𐊥𐊵𐊫𐊰 (alos k̂arnos)

## Історія

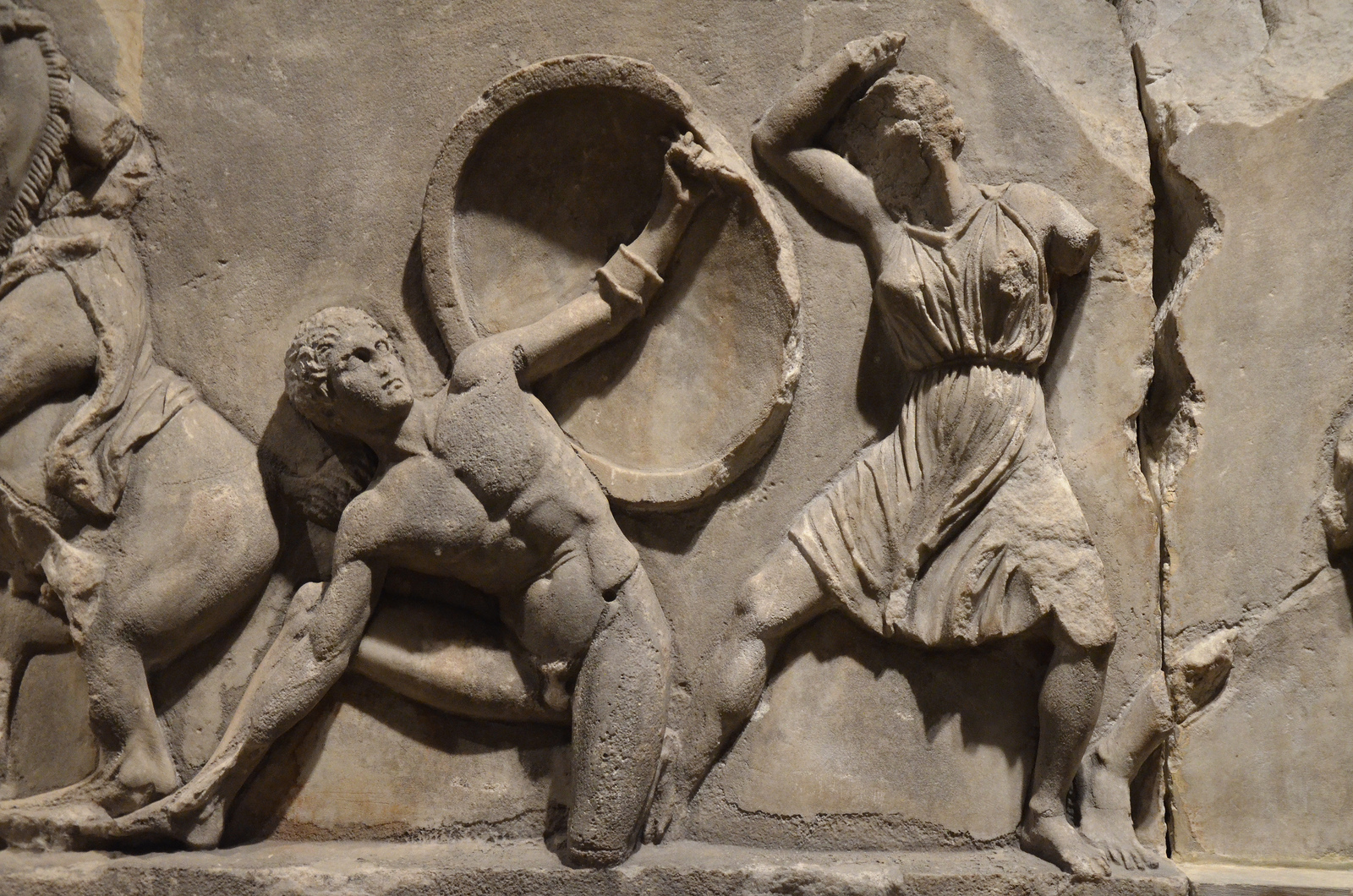
Рельєф Амазономахії з Мавзолею в Галікарнасі.

Галікарнас був заснований грецькими колоністами з Арголіди близько 1200 до н. е. У V столітті до н. е. Галікарнас входив до Першого Афінського морського союзу. Розквіт Галікарнасу відноситься до першої половини IV століття до н. е. (часу правління Мавсола), коли він став столицею Карії. У 334 до н. е. Галікарнас був завойований і зруйнований Александром Македонським, але потім поступово відновлений. У 129 до н. е. включений в римську провінцію Азія. Під назвою Галікарнас місто відоме до 15 століття і згадується як батьківщина істориків Геродота і Діонісія Галікарнаського.
У Галікарнасі знаходився знаменитий Галікарнаський мавзолей — гробниця Мавсола середини IV століття до н. е. архітекторів Піфея та Сатира, прикрашений скульптурами Скопаса, Бріаксіса, Тимофія, Леохара. Мавзолей поєднував в собі риси давньогрецької та малоазійської архітектури. Був зруйнований у XV-XVI столітті, відомий головним чином за описом Плінія Старшого. Його вважали одним з «семи чудес світу». Скульптура мавзолею (статуї Мавсола, його дружини Артемісії і особливо рельєфи фризу із зображенням битви з амазонками (нині експонуються в Британському музеї, Лондон) належить до найкращих творів грецького мистецтва 4 століття до н. е. На території Галікарнаса збереглися залишки інших античних та візантійських споруд.

### Мікенська доба
Кілька великих мікенських гробниць було знайдено в Мусгебі (або Мускебі, сучасний Ортакент), неподалік від Галікарнасу. На думку турецького археолога Юсуфа Бойсала, матеріал Мускебі, датується кінцем XV — XII ст. до н.е., що надає докази присутності в цьому регіоні мікенського поселення.

Виявлено понад сорок поховань того часу. 
Багата колекція артефактів, знайдених у цих гробницях, зараз зберігається в музеї фортеці Бодрум. 
Ці знахідки проливають світло на проблему визначення територій стародавніх Арцава та ахейців.

### Рання історія

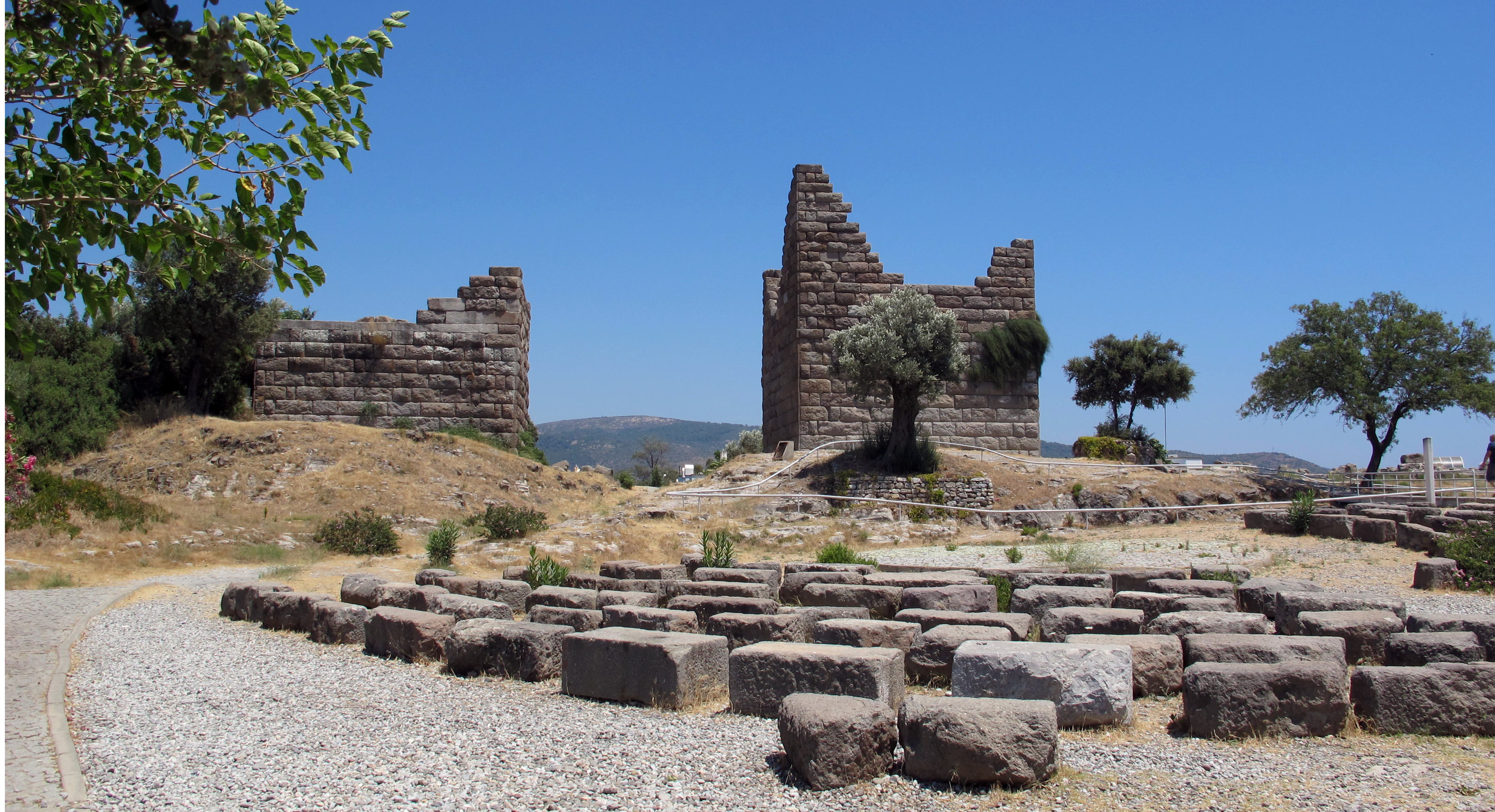
Міндоські ворота. Руїни укріплень Галікарнасу (сучасний Бодрум); 4 ст. до Р. Х.

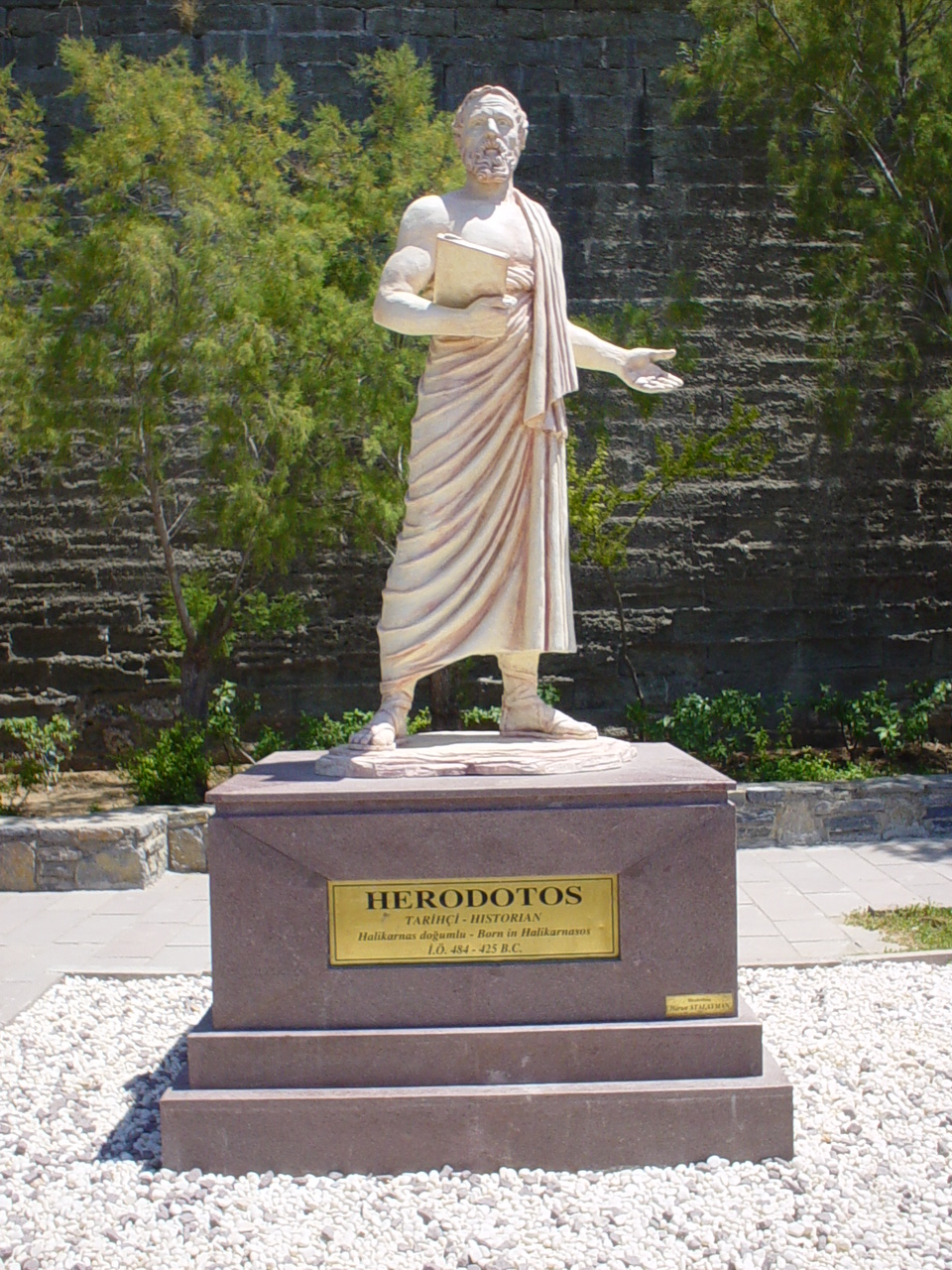
[Геродот вшанований статуєю у своєму будинку в Галікарнасі (сучасний Бодрум)

Заснування Галікарнасу обговорюється різними традиціями; але вони погоджуються в основному щодо того, що він був дорійською колонією, а фігури на його монетах, такі як голова Медузи, Афіни чи Посейдона або тризуб, підтверджують твердження, що головними містами були Тризин і Аргос. 
Мешканці, ймовірно, вважали Антеса, сина Посейдона, як свого легендарного засновника, як згадує Страбон, і пишалися титулом Antheadae.

У ранній період Галікарнас був членом доричного Гексаполіса, який включав Кос, Кнід, Ліндос, Камір та Іаліс; але його було виключено з ліги, коли один із його громадян, Агасікл, забрав додому призовий триножник, який він виграв у Тріопських іграх, замість того, щоб присвятити його згідно звичаю Тріопському Аполлону. 
На початку 5 століття до нашої ери Галікарнас перебував під владою Артемісії I Карійської (також відомої як Артемезія Галікарнаська), яка прославилася як флотоводець у битві при Саламіні. 
Про Пісіндалі, її сина і наступника, відомо небагато. 
Онук Артемісії Лігдамід II з Галікарнасу сумно відомий тим, що вбив поета Паніасса і змусив Геродота, можливо, найвідомішого галікарнасця, залишити своє рідне місто (бл. 457 р. до н. е.).

### Династія Гекатомнідів
Гекатомн став царем Карії, яка на той час була частиною Перської імперії, правив з 404 до 358 до н. е. і заснував династію Гекатомнідів. Він залишив трьох синів, Мавсола, Ідрія та Піксодара, всі вони, у свою чергу, наслідували його трон; і дві дочки, Артемісія та Ада, які були одружені зі своїми братами Мавсолом та Ідреєм.

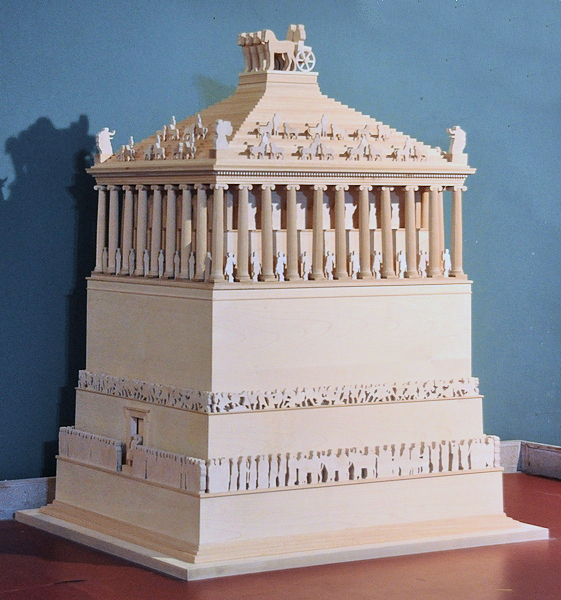
Модель Мавзолею в Галікарнасі в Бодрумському музеї підводної археології

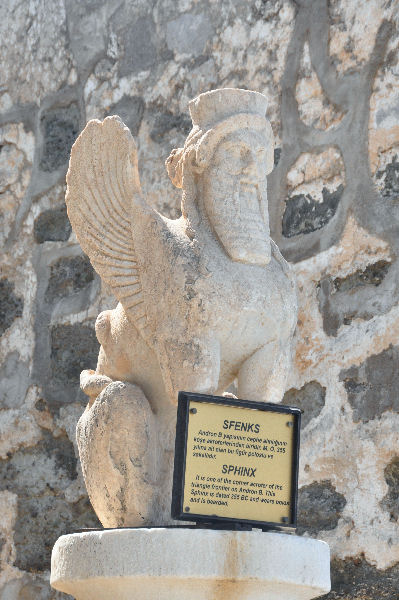
Перський сфінкс з Галікарнасу, 355 р. до н.

Мавсол переніс свою столицю з Міляси до Галікарнасу. 
Його робітники поглибили міську гавань і використали витягнутий пісок, щоб зробити захисні хвилерізи перед каналом.

На землі вимощували вулиці та сквери, будували будинки для простих громадян. 
І з одного боку гавані вони побудували величезний укріплений палац для Мавсола, який мав чіткий вид на море та всередину країни на пагорби — місця, звідки вороги могли атакувати. 
На суші робітники також будували мури та сторожові вежі, театр у грецькому стилі та храм Ареса — грецького бога війни. 
Артемізія і Мавсол витратили величезні суми податків, щоб прикрасити місто. 
Мавсол і Артемісія правили Галікарнасом і регіоном навколо нього 24 роки.
 
Вони замовляли статуї, храми та мармур. 
Коли він помер в 353 р. до н. е., його дружина, сестра та наступниця, Артемізія II Карійська, почала будівництво чудової гробниці для нього та себе на пагорбі з видом на місто. 
Вона померла в 351 році до н. е. (від горя, згідно з Цицероном, Тоскуланські диспути 3.31). 
За словами Плінія Старшого, майстри продовжували працювати над гробницею після смерті свого патрона, «вважаючи, що вона була водночас пам’ятником його власну славу та мистецтво скульптора" закінчивши його в 350 р. до н. 
Ця гробниця Мавсола стала відомою як Мавзолей, одне з семи чудес стародавнього світу.
Спадкоємцем Артемізії став її брат Ідрій, а його спадкоємцями стали його дружина та сестра Ада, коли він помер в 344 р. до н. е. 
Однак влада Ади була узурпована її братом Піксодаром у 340 році до нашої ери. 
Після смерті Піксодара в 335 р. до н. е. його зять, перс на ім’я Оронтобат, отримав сатрапію Карії від Дарія III з Персії.

### Александр Македонський і Ада Карійська
Коли Александр Македонський увійшов до Карії в 334 році до нашої ери, Ада, яка володіла фортецею Алінда, поступилася йому фортецею. 
Після взяття Галікарнасу Олександр повернув їй правління Карією; вона, у свою чергу, формально прийняла Александра як свого сина, гарантуючи, що правління Карією беззастережно переходить до нього після її смерті.
Під час облоги Галікарнасу місто було обстріляно відступаючими персами. 
Оскільки він не зміг захопить цитадель, Александр був змушений залишити її блокованою. 

Руїни цієї цитаделі та рову зараз є туристичною визначною пам'яткою Бодрума.

### Пізніша історія
Невдовзі після цього громадяни отримали від Птолемея гімназію і побудували на його честь стою або портик. 

Під єгипетською гегемонією, близько 268 року до нашої ери, громадянин на ім’я Гермій став Несіархом Ліги Несіотів на Кікладах. 

Галікарнас так і не оговтався від облоги, і Цицерон описує його як майже безлюдний. 

## Археологічні знахідки та реставрації

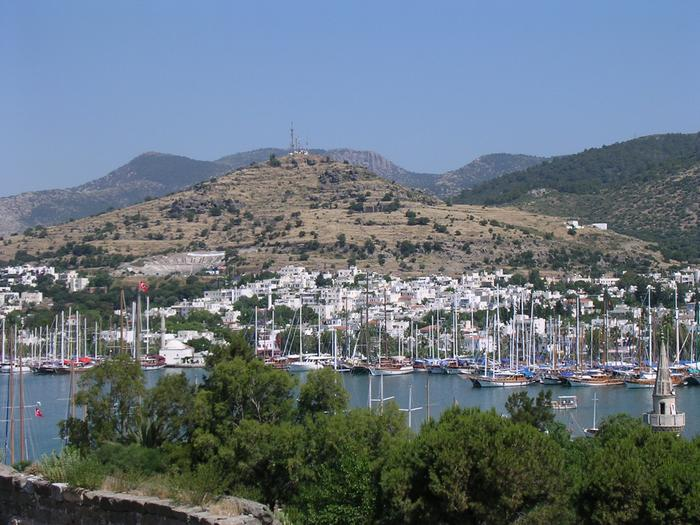
Руїни стародавнього театру та акрополя Галікарнасу (сучасний Бодрум).

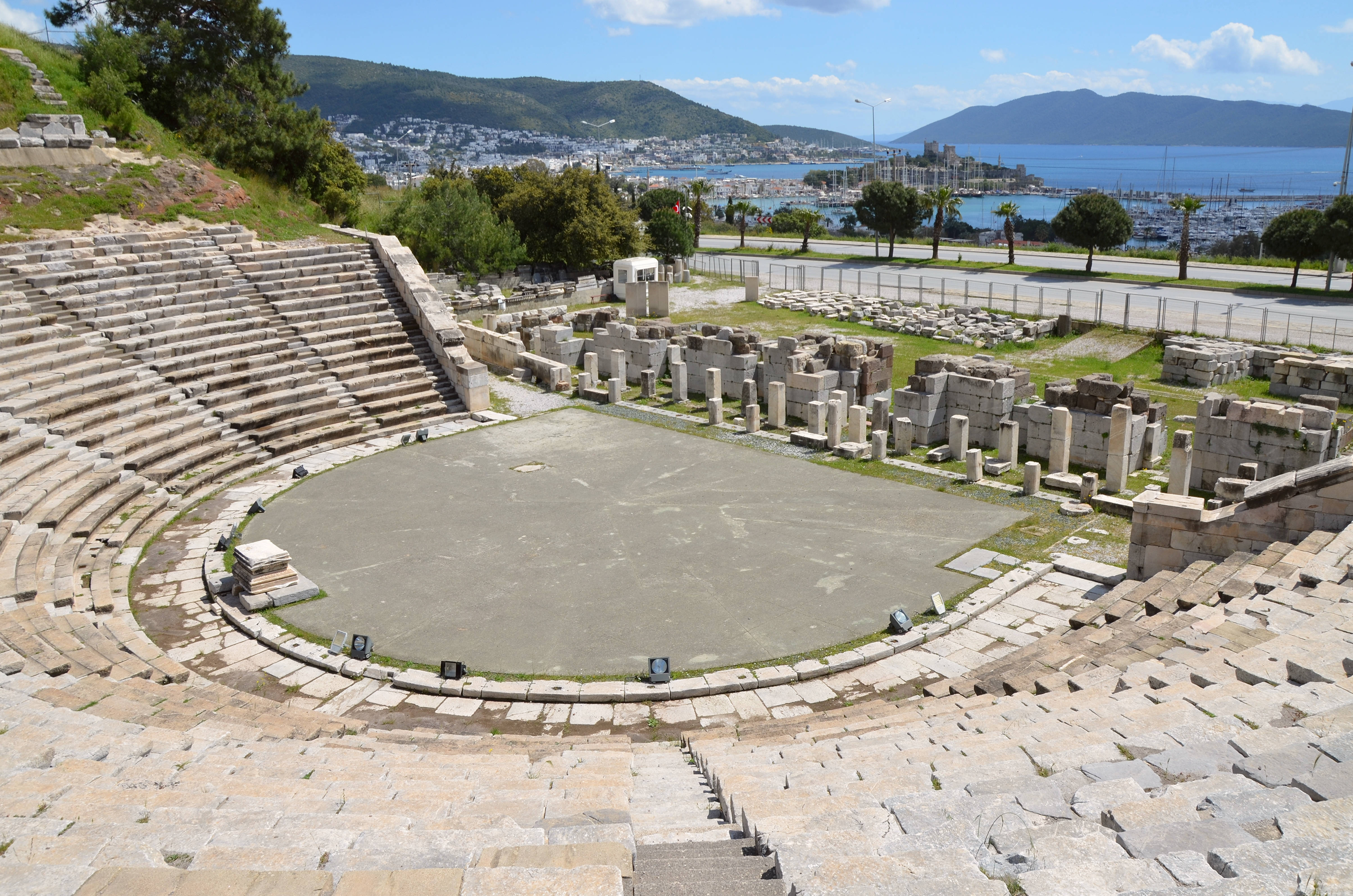
Театр у Галікарнасі в Бодрумі, на задньому плані якого видно замок Бодрум.

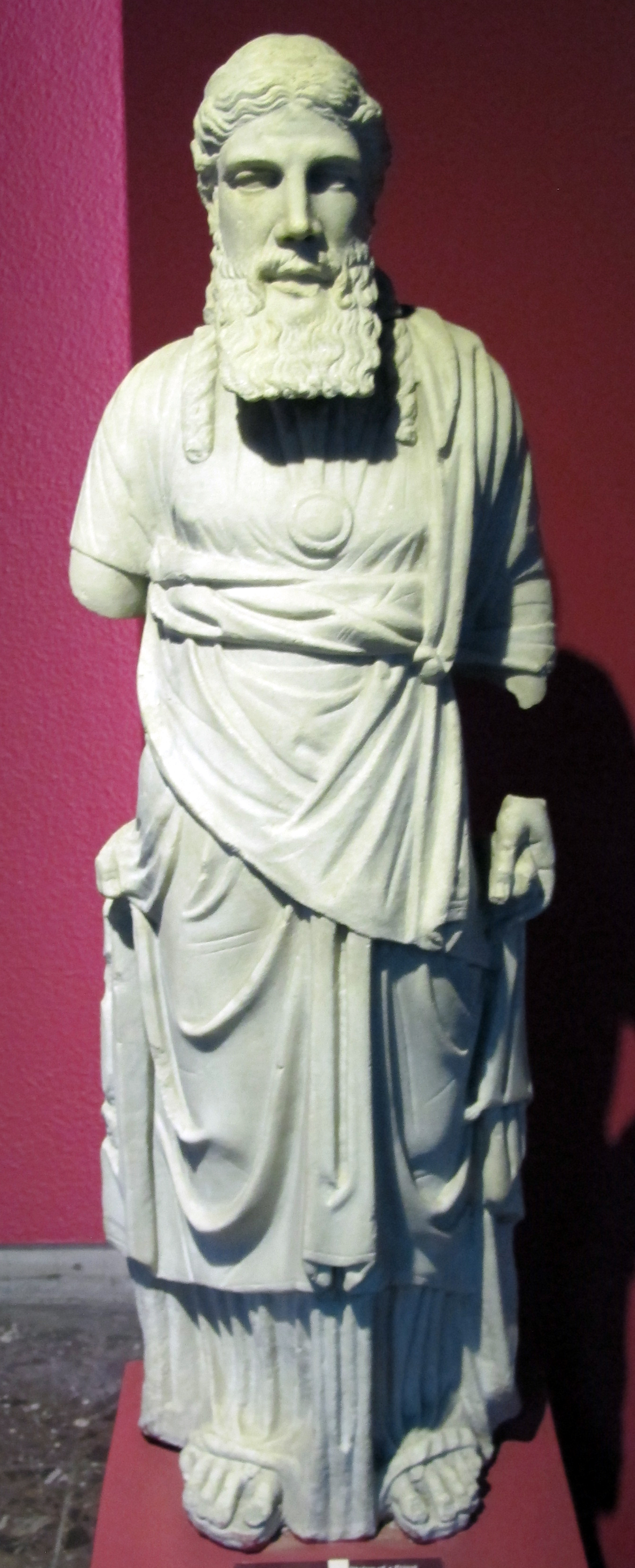
Статуя священника з Галікарнасу (сучасний Бодрум).

Зараз це місце частково займає місто Бодрум; але стародавні мури все ще можна простежити майже по всьому їх контуру, і положення кількох храмів, Галікарнаського театру та інших громадських будівель можна з упевненістю визначити. 

Під час розкопок Чарльза Ньютона 1857 року руїни мавзолею були достатньо відновлені, щоб можна було зробити досить повне відновлення його конструкції. 
Будівля складалася з п’яти частин — підвалу або подіуму, птерону або огородження колон, піраміди, постаменту та групи колісниць. 
Підвал, площею 114 футів на 92, був побудований із блоків зеленого каменю, облицьованих мармуром і вкритих різьбленими зображеннями корів. 
Навколо його основи, ймовірно, були розташовані групи статуй. 
Птерон складався (згідно з Плінієм) з тридцяти шести колон іонічного ордера, що оточували квадратну целлу. Між колонами, ймовірно, стояли поодинокі статуї. 
Зі знайдених частин видно, що головний фриз птерона представляв битви греків і амазонок. 
Крім того, є також багато фрагментів тварин, вершників тощо в натуральну величину, які належать, ймовірно, до фронтонних скульптур, але раніше вважалися частинами малих фризів. 
Над птероном височіла піраміда, яка 24 сходинками піднімалася до вершини або постаменту. 

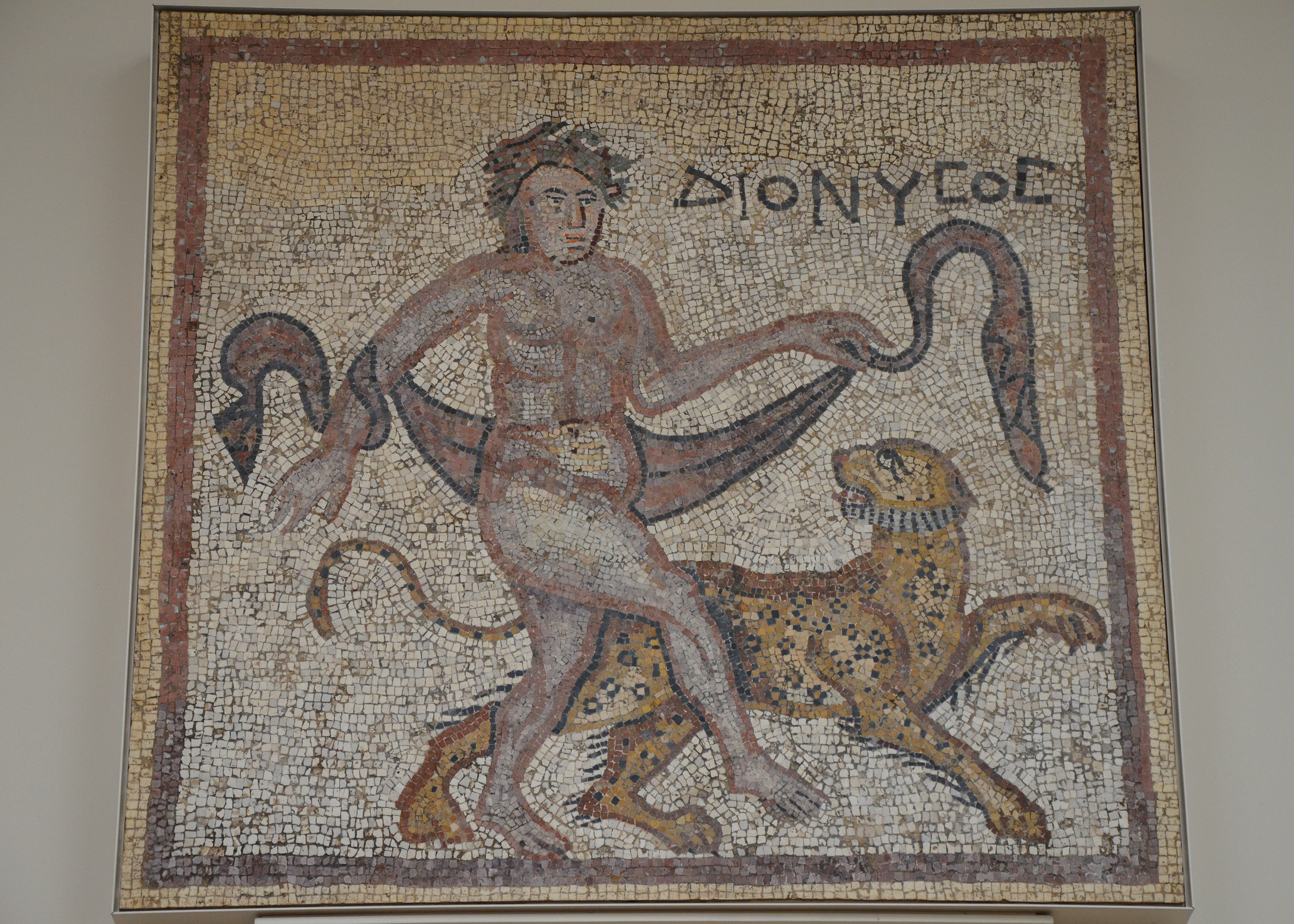
Частина панно з мозаїчної бруківки з Галікарнасу (Римська імперія), Британський музей (14097669977)

На цій вершині стояла колісниця з фігурою самого Мавсола та помічника. 
Висота статуї Мавсола в Британському музеї становить 9 футів 9 дюймів без цоколя. 
Волосся спадає з чола густими хвилями з обох боків обличчя й спускається майже до плеча; борода коротка й затиснута, обличчя квадратне й масивне, очі глибоко посаджені під навислими бровами. 
Були запропоновані всілякі реставрації цього знаменитого пам’ятника. 
Оригінальний, зроблений Ньютоном і Пулланом, є помилковим з усякого погляду; а реставрація Олдфілда, хоча й мала надає перевагу через його легкість (вважалося, що мавзолей «підвішений у повітрі»).

## Відомі галікарнасці
- Артемісія I
- Діонісій Галікарнаський
- Геродот
- Паніасс